# Liste der Kulturdenkmäler in Waldhambach (Pfalz)
In der Liste der Kulturdenkmäler in Waldhambach sind alle Kulturdenkmäler der rheinland-pfälzischen Ortsgemeinde Waldhambach aufgeführt. Grundlage ist die Denkmalliste des Landes Rheinland-Pfalz (Stand: 14. August 2023).

## Einzeldenkmäler
| Bezeichnung                          | Lage                                | Baujahr                | Beschreibung | Bild                           |
| ------------------------------------ | ----------------------------------- | ---------------------- | --- | ------------------------------ |
| Katholische Pfarrkirche St. Wendelin | Kirchstraße 6 Lage                  | ab dem 14. Jahrhundert | Chorturmerdgeschoss und Langhausosthälfte aus dem 14. Jahrhundert, 1729 barock überformt und verlängert, Dachreiter 1770, Sakristei 15. Jahrhundert | weitere Bilder Fotos hochladen |
| Kreuzigungsgruppe und Wegekreuz      | Kirchstraße, bei Nr. 6 Lage         | ab 1729                | Kreuzigungsgruppe, barocker Schweifsockel, um 1729, Kruzifix 1846, Assistenzfiguren 1871 und 1873; Wegekreuz, Fünfwundentypus, bezeichnet 1886      | Fotos hochladen                |
| Wegekreuz                            | westlich des Ortes an der B 48 Lage | um 1860/70             | Wegekreuz; Fünfwundentypus, um 1860/70 | Fotos hochladen                |